# John Whichelo

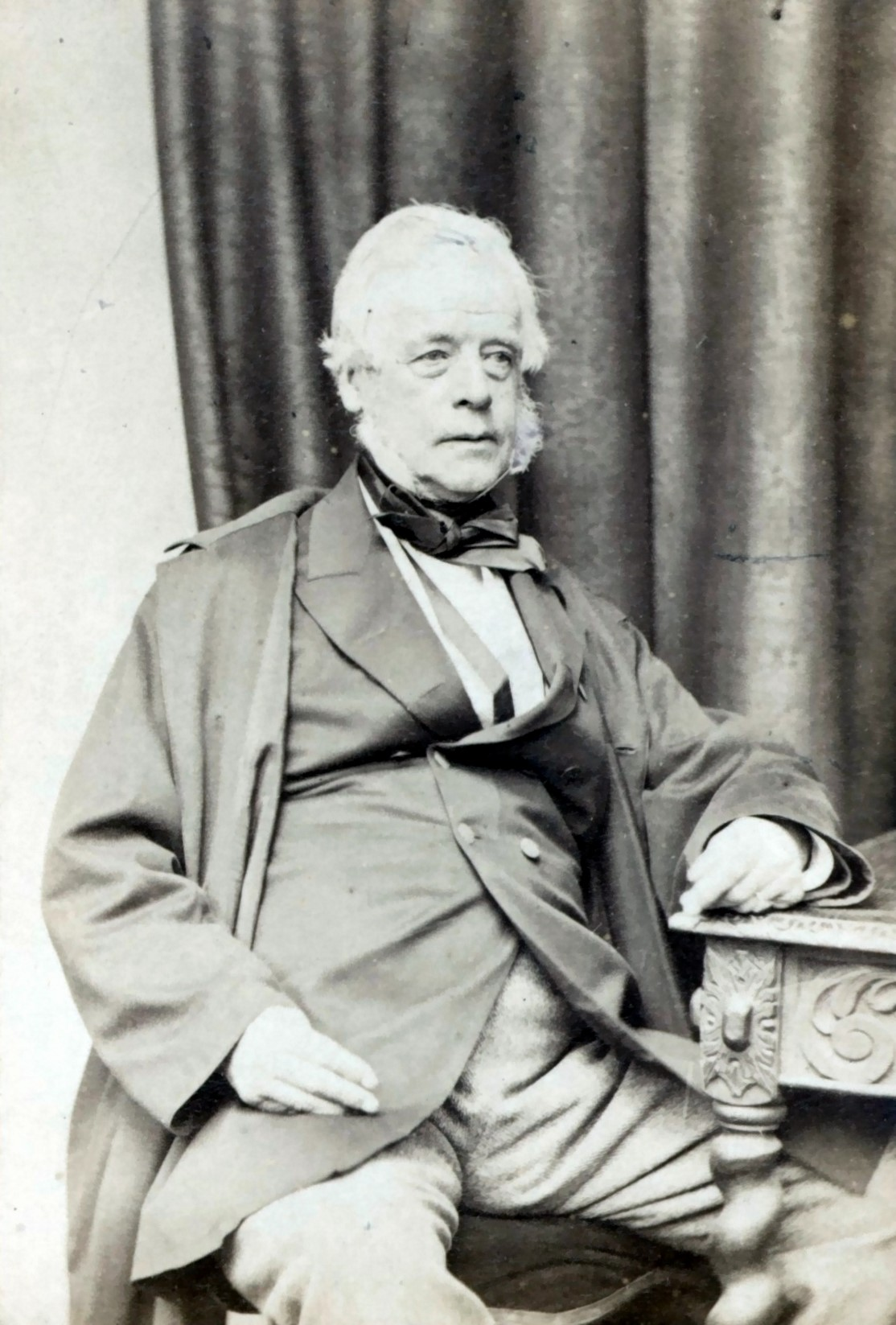
C. John M. Whichelo, um 1865

Charles John Mayle Whichelo, meist als John Whichelo bezeichnet, (* 1784 in Kensington, London; † 2. August 1865 im Anglesey Abbey, Cambridgeshire) war ein britischer Marine- und Landschaftsmaler.

## Leben
Whichelo war das älteste Kind des Brauers Richard Mayle Whichelo (1760–1815) und dessen Frau Ann (geborene Wood, 1764–1815). Getauft wurde er am 28. Dezember 1784 in der St. Nicholas Church in Brighton.
Er war vermutlich ein Schüler von Cornelius Varley und Joshua Cristall. Unter anderem malte er zusammen mit Frederick Nash (1782–1856) und George „Sidney“ Shepherd (1784–1862) für die Illustration von Thomas Pennants sechsbändiger Sonderausgabe The Fauntleroy Pennant von 1805 für die History of London. Ab 1810 stellte er auch in der Royal Academy of Arts aus. Als Marine- und Landschaftsmaler wurde er für Prinzregent Georg IV. tätig. 1823 wurde er Mitglied der Royal Watercolour Society und nahm bis zu seinem Tode an deren Ausstellungen teil.
Bekannt wurde sein Gemälde von Admiral Nelson, das er dem britischen Admiral William Parker schenkte. Werke Whichelos befinden sich in den Sammlungen des British Museums und des Victoria and Albert Museum.
Er war der Vater des Landschaftsmalers Henry Mayle Whichelo (1926–1867).